# Amon z Toul
Amon – żyjący w IV wieku eremita, drugi biskup Toul w Lotaryngii, święty Kościoła katolickiego.
Był drugim biskupem diecezji Toul. Na podstawie przekazów uważa się, że wiele czasu spędzał w samotni położonej na południu od stolicy biskupiej. Pochowany został obok swego poprzednika św. Mansweta.
W ikonografii przedstawiany jest w stroju biskupim. Jego atrybutem jest studnia lub źródło będące symbolem źródła duchowego, ale też nawiązujące do tego, że w czasie jego posługi biskupiej niemal wszyscy mieszkańcy Toul przejęli z jego rąk chrzest święty.
Jego wspomnienie liturgiczne obchodzone jest 25 października.